# Diareja (strip)
Diareja je komični strip, ki ga je ustvaril Tomaž Lavrič. Tedensko ga od leta 1988 objavlja slovenski politični časopis Mladina. Temelji predvsem na politiki in svetovnem dogajanju.